# Dicasterio para los Obispos
El Dicasterio para los Obispos (Dicasterium pro Episcopis) es un dicasterio de la curia romana, al cual le corresponde todo lo relativo a la constitución y provisión de las Iglesias particulares y al ejercicio de la función episcopal en la Iglesia latina.
Es el dicasterio que realiza la selección de los nuevos obispos antes de la aprobación papal. También organiza la visita ad limina Apostolorum que realizan cada cinco años los obispos a Roma.
El Dicasterio para los Obispos tuvo su origen en la Congregación para la Erección de Iglesias y Provisiones Consistoriales fundada por el papa Sixto V el 22 de enero de 1588. Anteriormente recibió la denominación de Congregación para los Obispos. El 19 de marzo de 2022, el papa Francisco publicó la constitución apostólica Praedicate Evangelium por la que la Congregación se convirtió en Dicasterio. Su secretario es Ilson de Jesús Montanari y su último prefecto fue Robert Prevost, elegido papa León XIV.

## Prefectos
- Gaetano de Lai (1908-1928)
- Carlo Perosi (1928-1930)
- Raffaele Carlo Rossi (1930-1948)
- Adeodato Giovanni Piazza (1948-1957)
- Marcello Mimmi (1957-1961)
- Carlo Confalonieri (1961-1973)
- Sebastiano Baggio (1973-1984)
- Bernardin Gantin (1984-1998)
- Lucas Moreira Neves (1998-2000)
- Giovanni Battista Re (2000-2010)
- Marc Ouellet, P.S.S. (2010-2023)
- Robert Prevost, O.S.A. (2023-2025)

## Composición actual
Prefecto: Durante el breve periodo de Sede Vacante cesan todos los cargos
Secretario: Ilson de Jesús Montanari
Miembros:
- Cardenal Anders Arborelius
- Cardenal Jose F. Advincula
- Cardenal José Cobo Cano
- Cardenal José Tolentino de Mendonça
- Cardenal Mario Grech
- Cardenal Jean-Marc Aveline
- Cardenal Lazzaro You Heung-sik
- Cardenal Arthur Roche
- Cardenal Oscar Cantoni
- Arzobispo Dražen Kutleša
- Obispo Paul Desmond Tighe
- Obispo José Antonio Satué
- Abad Donato Ogliari
- Hna. Raffaella Petrini
- Hna. Yvonne Reungoat
- Dra. Maria Lia Zervino